# Islip (Oxfordshire)
Islip è un villaggio e parrocchia civile dell'Inghilterra, appartenente alla contea dell'Oxfordshire.